# قائمة متاحف ليبيا
تضم المتاحف الليبية نحو 27 متحفا، وهذه قائمة ببعض هذه المتاحف:
- مجمع متاحف السرايا الحمراء
- متحف المنحوتات في شحات
- متحف لبدة
- متحف طلميثة
- متحف توكرة (مغلق)
- متحف صبراتة الكلاسيكي
- متحف صبراتة البونيقي (افتتح العام 1985)
- متحف الفسيفساء البيزنطية – قصر ليبيا (افتتح في 1972)
- متحف حضارة الجرمنت بمدينة جرمة
- متحف سوسة
- متحف بنغازي القديم
- المتحف الوطني طبرق
- متحف غدامس
- متحف الحمامات (شحات)
- متحف جنزور
- متحف درنة
- المتحف الحربي بطبرق
- متحف القيقب
- متحف زليطن
- متحف البيضاء
- متحف سرت
- متحف مدينة صرمان
- المتحف الإسلامي بطرابلس
- متحف بني وليد الأثري
- متحف ليبيا (طرابلس)